# Guerre italo-turque
 (août 2025).
Batailles
Bataille de Tobrouk (1911)
Bataille de Derna (1912)
Bataille de Beyrouth
Bataille de Kunfuda
Bataille d'Ain Zara
Bataille de Misrata (1912)
Bataille de Zanzur
Bataille de Rhodes (1912)
Bataille de Shar al-Shatt
La guerre italo-turque (turc : Trablusgarp Savaşı, « Guerre de Tripolitaine » ; italien : Guerra di Libia, « guerre de Libye ») est un conflit qui oppose l'Empire ottoman et le royaume d'Italie du 29 septembre 1911 au 18 octobre 1912.
Ce conflit permet à l'Italie de conquérir les provinces ottomanes de Tripolitaine, de Cyrénaïque et du Fezzan. Ces provinces forment une colonie, la Libye italienne. Durant ce conflit, les forces italiennes occupent le Dodécanèse dans la mer Égée. L'Italie a accepté de rétrocéder ces îles à l'Empire ottoman lors du traité d'Ouchy (aussi connu sous le nom de « traité de Lausanne » car il est signé au château d'Ouchy à Lausanne en Suisse). Cependant, par manque de précision du texte, la Turquie renonce finalement à ses revendications sur les îles du Dodécanèse au profit de l'Italie par l'article 15 du traité de Lausanne de 1923.
Ce conflit est un signe précurseur de la Première Guerre mondiale, car il réveille les nationalismes dans les Balkans. Voyant la facilité avec laquelle les Italiens ont battu les Ottomans désorganisés, les membres de la Ligue balkanique attaquent l'Empire ottoman avant même la fin des hostilités avec l'Italie.
Le 1er novembre 1911, le pilote italien Giulio Gavotti, en mission de reconnaissance, largue quatre grenades sur les troupes ottomanes, réalisant ainsi le premier bombardement aérien de l'histoire.
Le futur président de la Turquie et chef de la guerre d'indépendance turque, Mustafa Kemal Atatürk se distingue militairement dans ce conflit en tant que jeune officier.

## Contexte
Unifiée tardivement, l'Italie arriva en retard sur le « marché colonial », elle chercha donc à se constituer un empire colonial à l'instar de ses voisins européens. Les revendications italiennes sur la Libye remontaient au congrès de Berlin en 1878, au cours duquel la France et le Royaume-Uni avaient obtenu l'occupation respective de la Tunisie et de Chypre, toutes deux provinces de l'Empire ottoman en déclin. Lorsque les diplomates italiens eurent laissé entendre une possible opposition au traité de la part de leur gouvernement, les Français leur répondirent que Tripoli pourrait être une contrepartie. En 1902, l'Italie et la France signèrent un accord secret s'accordant la liberté d'intervenir respectivement en Tripolitaine et au Maroc. Néanmoins le gouvernement italien fit peu pour profiter de cette occasion.
À la fin mars 1911, les Italiens commencèrent une grande opération de lobbying en faveur d'une invasion de la Régence de Tripoli et de la formation d'une Libye italienne. Elle fut faussement dépeinte comme une région riche en ressources, bien irriguée et défendue par seulement 4 000 soldats ottomans. De plus, la population a été qualifiée comme étant hostile au pouvoir turc et amicale envers les Italiens : la future invasion fut envisagée comme une simple opération de routine.
Le gouvernement était initialement hésitant, mais les préparatifs d'invasion furent menés durant l'été, et le premier ministre Giovanni Giolitti commença à sonder les autres puissances européennes sur leurs réactions en cas d'une invasion de la Libye. Le Parti socialiste italien avait une grande influence sur l'opinion publique mais, dans l'opposition et divisé sur la question, agita faiblement contre une intervention militaire. Le futur chef de file du fascisme italien, Benito Mussolini, à l'époque situé à la gauche de l'échiquier politique, prit une place importante dans le mouvement anti-guerre.
Un ultimatum fut présenté au gouvernement ottoman mené par le Comité Union et Progrès dans la nuit du 26 au 27 septembre. À travers la médiation austro-hongroise, les Ottomans répondirent qu'ils acceptaient un transfert du contrôle de la Libye sans guerre tout en maintenant une suzeraineté formelle ottomane. Giolitti refusa, et la guerre fut déclarée le 29 septembre 1911.

## Actions militaires

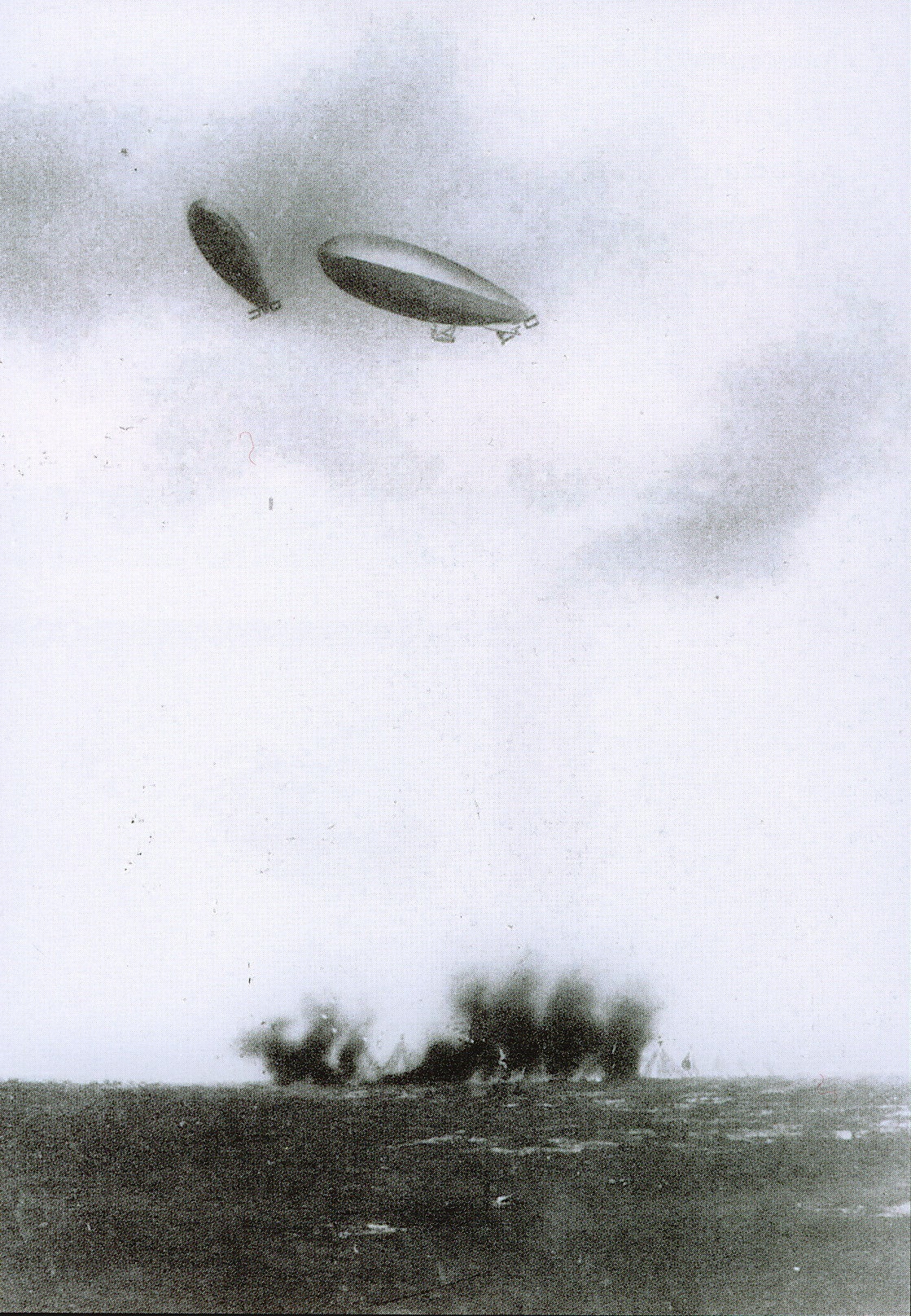
Dirigeables italiens bombardant des positions ottomanes en Libye. La guerre italo-turque fut la première guerre où des bombardements furent menés par des avions et des dirigeables.

Malgré le temps dont elle disposait pour préparer l'invasion, l'armée de terre italienne (Regio Esercito) était peu préparée lorsque la guerre éclata. La flotte italienne arriva en vue de Tripoli le soir du 28 septembre et commença à bombarder le port le 3 octobre. La ville fut conquise par 1 500 marins. Une tentative de négociation fut rejetée par les Italiens et les Ottomans se résolurent à défendre la province.
L'Empire ottoman était désavantagé puisque son armée, en cours de restructuration et de modernisation avec l'aide allemande, possédait encore peu d'équipements modernes. Entre autres, sa flotte était peu développée et comptait surtout des navires anciens et en bois. Il ne put donc pas envoyer suffisamment de troupes pour protéger des territoires éloignés aussi grands que la Tripolitaine et les officiers durent organiser les tribus arabes et bédouines pour la défense contre l'offensive italienne.

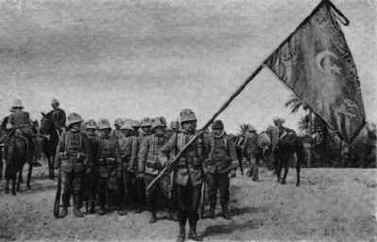
Drapeau turc capturé par l’infanterie italienne en 1911.

Le premier débarquement des troupes italiennes eut lieu le 10 octobre. Le contingent italien de 20 000 hommes était alors considéré comme suffisant pour réaliser la conquête. Tobrouk, Derna et Al Khums furent rapidement prises. mais ce ne fut pas le cas de Benghazi. La taille du corps expéditionnaire passa à 100 000 hommes après une série de revers. Ceux-ci étaient opposés à 20 000 Arabes et 8 000 Turcs. L'opération de routine se transforma en une guerre de position. Même l'utilisation des technologies les plus avancées comme les automitrailleuses ou les aéronefs par les forces italiennes ne permit pas de prendre l'ascendant. Les Italiens prirent finalement possession de l'oasis sans tirer un seul coup de fusil. Quelques jeunes officiers turcs opposés aux ordres de leur souverain désertèrent, comme Mustafa Kemal, le futur Atatürk, et Ismail Enver, futur Enver Pacha, qui rejoignirent les tribus bédouines. Les Italiens fortifièrent une ligne de défense autour de Tripoli. 
Des opérations mineures eurent lieu par ailleurs en mer Rouge. En octobre 1911, l'Italie y fit patrouiller un navire, prétendit avoir miné la côte méridionale de Kamaran et bloqua le port d'al-Hodeïda le 2 octobre. À la fin de novembre, elle commença le bombardement de l'ensemble des ports yéménites et soutint la tribu indépendantiste des Idrisi. L'Empire ottoman rapatria ses troupes vers la côte et arma l'imam Yahya Muhammad Hamid ed-Din, qui contrôlait de fait le Yémen, face aux tribus hostiles au pouvoir ottoman.
Face à cette situation défavorable pour les ottomans, Mustafa Kemal Pacha organisa une contre-offensive et repoussa des forces italiennes dix fois plus nombreuses lors de la Bataille de Tobrouk. Après cette réussite, il défait encore les forces italiennes le 3 mars 1912 lors de la Bataille de Derna (1912) (en). Après ces deux victoires, il fut assigné au quartier général à Derna le 6 mars 1912. 
Un mois après l’affrontement de Tobrouk, les troupes italiennes ont re-débarquées à Tobrouk après un bref bombardement le 4 décembre 1911, ils occupèrent finalement le littoral et avancèrent vers l'intérieur des terres en ne rencontrant qu'une faible résistance. 
Le 14 septembre, le commandement italien envoya trois colonnes d'infanterie pour détruire un camp ottoman près de Derna. Les troupes occupèrent un plateau coupant les lignes de ravitaillement turques. Trois jours plus tard, les troupes ottomanes sous le commandement d'Ismail Enver attaquèrent le plateau mais furent repoussées avec de lourdes pertes par la puissance de feu italienne.
L’île de Rhodes fut également occupée par l’Italie après la bataille de Rhodes (1912), qui dura treize jours.
Après cela, les opérations en Cyrénaïque cessèrent jusqu'à la fin de la guerre.

## Avancées vers la paix
Par un décret du 5 novembre 1911, l'Italie déclara sa suzeraineté sur la Libye même si elle ne contrôlait que la bande côtière, souvent assiégée par les rebelles. Les autorités italiennes adoptèrent des mesures répressives comme les pendaisons publiques pour mater la rébellion. Des témoignages ont été recueillis par des photo-reporters européens, dont Gaston Chérau. Ces mesures ne réussirent cependant pas à ramener l'ordre malgré un armement largement supérieur et des effectifs quatre fois plus élevés.
L'Italie conservait cependant une totale suprématie navale et pouvait étendre sa domination sur les 2 000 km de la côte libyenne. Elle commença des opérations contre les possessions ottomanes en mer Égée avec l'approbation des autres puissances, qui étaient désireuses de mettre fin à une guerre qui durait plus longtemps que prévu. L'Italie occupa une vingtaine d'îles connues sous le nom de Dodécanèse, mais cela provoqua la colère de l'Autriche-Hongrie, qui s'inquiétait des conséquences sur l'irrédentisme de nations comme la Serbie ou la Grèce, qui pourraient fragiliser l'équilibre, déjà instable, de la région.
La seule autre opération militaire d'importance de l'été 1912 fut une attaque de torpilleurs italiens dans les Dardanelles le 18 juillet. En septembre, la Bulgarie, la Serbie et la Grèce se préparèrent à la guerre contre les Ottomans en profitant de leurs difficultés contre l'Italie. Le 8 octobre, le Monténégro déclara la guerre aux Ottomans et déclencha la Première guerre balkanique.

## Le traité de Lausanne de 1912

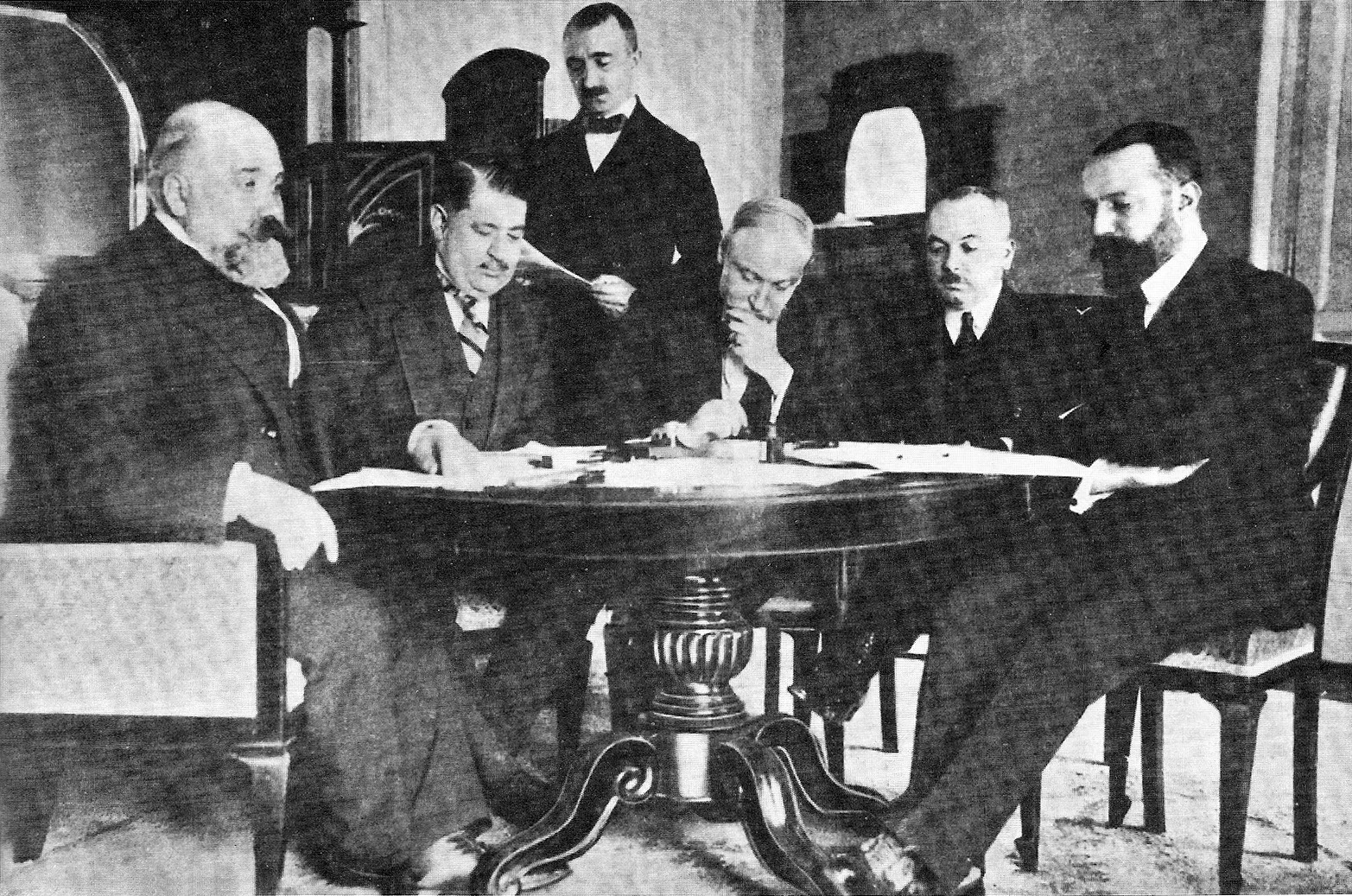
Les délégations turques et italiennes à Lausanne. De gauche à droite (assis) : Pietro Bertolini, Mehmet Nabi Bey, Guido Fusinato, Rumbeyoglu Fahreddin et Giuseppe Volpi.

Les diplomates italiens décidèrent de tirer avantage de la situation pour obtenir un traité de paix favorable. Le 18 octobre 1912, l’Italie et l’Empire ottoman signèrent le traité à Ouchy, près de Lausanne,.
Les principales dispositions du traité, souvent appelé traité d’Ouchy pour le distinguer du traité de 1923 furent les suivantes :
- les Ottomans devaient retirer tout le personnel militaire des vilayets de Tripoli et Benghazi (Libye), et en retour, l’Italie rétrocédait Rhodes et une vingtaine d’îles alentour aux Turcs ;
- les vilayets de Tripoli et Benghazi disposèrent d'un statut spécial avec un naib (régent) et un kadı (juge) pour représenter le calife ;
- avant de nommer ces kadıs et ces naibs, les Ottomans devaient consulter le gouvernement italien ;
- le gouvernement ottoman était responsable des dépenses des kadıs et des naibs.

## Conséquences

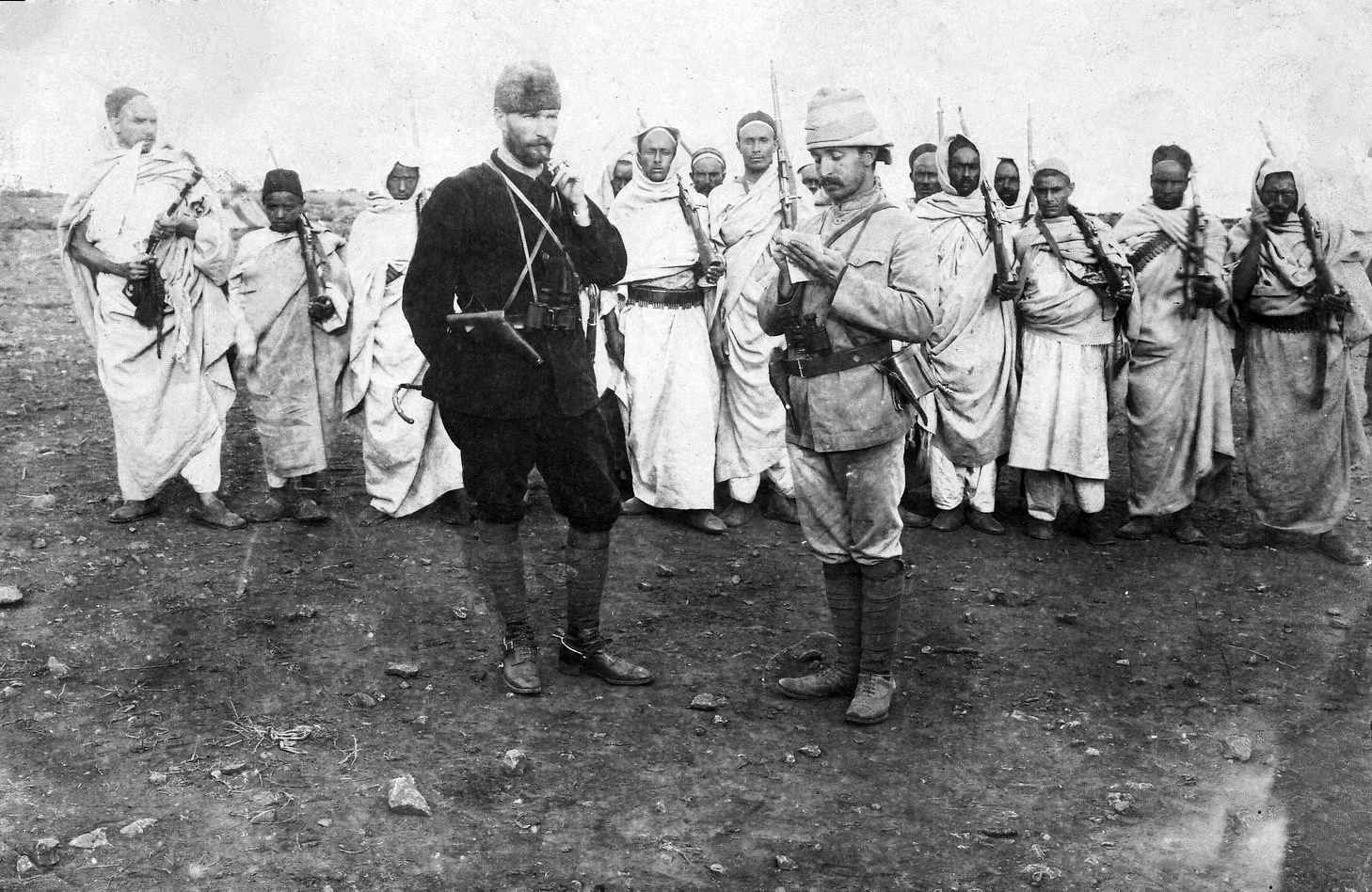
Mustafa Kemal Atatürk et des bédouins libyens.

Côté turc, la paix avec l'Italie fut suivie dès le 1er octobre 1912 par la mobilisation de troupes près d'Andrinople, qui obligea Bulgares, Serbes et Grecs à se placer sur la défensive.
Côté italien, l'invasion de la Libye fut une entreprise coûteuse. Le contrôle de la Libye fut partiel jusque dans les années 1920, lorsque les forces menées par les généraux Pietro Badoglio et Rodolfo Graziani lancèrent une violente campagne de pacification contre les rebelles de la Sanousiyya.
Du fait de la Première Guerre mondiale, le Dodécanèse resta occupé par les Italiens. D'après le traité de Sèvres de 1920, l'Italie devait transférer à la Grèce la plupart des îles de la Mer Égée (sauf Rhodes) en échange d'une vaste zone d'influence en Anatolie.
La défaite grecque dans la guerre gréco-turque et la fondation de la Turquie moderne créèrent une situation nouvelle, rendant impossible l'application du traité. Par l'article 15 du traité de Lausanne de 1923, qui remplaçait le traité de Sèvres, la Turquie reconnaissait l'annexion du Dodécanèse par l'Italie.

## Dans les arts et la culture populaire

### Filmographie

#### Cinéma
- 1928 : Kiff Tebbi de Mario Camerini.
- 2023-2024 : Atatürk de Aras Bulut İynemli.